# Danny Rivera
Danny Rivera (né le 27 février 1945 à San Juan) est un chanteur et musicien portoricain. 

## Biographie
Danny Rivera est souvent appelé « la voix nationale de Porto Rico », mais son style de chant passionné est connu dans le monde hispanophone. En Amérique latine, il est un visage familier de la télévision depuis 1968. En cinquante ans, Danny Rivera a enregistré plus de 70 albums et est le seul Portoricain à avoir chanté au Carnegie Hall au cours de quatre décennies différentes (1979, 1989, 1999, 2010). 
Il est d'ailleurs bien connu à Porto Rico pour son activisme politique. En 2008, Rivera acquiert la citoyenneté de la République dominicaine. 
Après 12 ans de travail, Danny Rivera et Nelson González achèvent en 2014 de redonner vie au boléro classique - en espagnol. Rivera et González touchent le cœur du livre de chansons latino-américain sur Obsesión (sortie le 25 mars 2014).

## Discographie notable
- 1972 : Mi Hijo
- 1974 : Danny Rivera en concierto
- 1975 : Canciones de amor
- 1976 : Danny Rivera, alborada
- 2011 : Renace en Navidad
- 2011 : Éxitos Navideños
- 2013 : Romanza